# Esteban de Villa

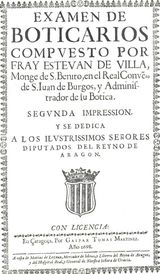
Primera página del Examen de Boticarios.

Fray Esteban de Villa fue un monje, farmacéutico y escritor burgalés del siglo XVII.

## Biografía
Era natural de Briviesca (Burgos). Se desconoce su fecha de nacimiento y de su muerte, pero  por sus obras que publicó entre 1632 y 1654, debió nacer en los albores de siglo XVII y faller alrededor de los cincuenta o sesenta del siglo.
Ejerció la farmacia en el hospital de San Juan de Burgos durante el siglo XVII. También fue administrador de la botica del hospital de Sixto III en la misma ciudad. Escribió un conjunto de libros sobre medicamentos de la época y un tratado para la formación de los nuevos boticarios o cartilla. Era monje de la Orden de San Benito.

## Obras
- Examen de boticarios, Burgos 1632.
- Ramillete de plantas, Burgos 1637.
- De simples incógnitos de la medicina, Burgos 1643.
- Segunda parte de simples incognitos de la medicina, Burgos 1654.
- Los doce Príncipes de la medicina. Burgos 1647.